# 名古屋市立ほのか小学校
名古屋市立ほのか小学校（なごやしりつ ほのかしょうがっこう）は、愛知県名古屋市中村区松原町5-5にある公立小学校。

## 概要
名古屋駅の北西側、則武地区にある。もともと当地には則武小学校（のりたけ - ）があり、近隣の本陣小学校（ほんじん - ）、亀島小学校（かめじま - ）と2002年に統合した。校名は3校の頭文字「ほ」「の」「か」をもとに名づけられた。
前身のひとつである則武小学校が相撲場を備えていた歴史を継承し、当校にも相撲場を設置している。

## 歴史

### 沿革
- 2002年（平成14年） - 名古屋市立本陣小学校、則武小学校、亀島小学校を統合して開校。旧本陣小学校にて統合授業開始。
- 2005年（平成17年） - 現在地である則武小学校跡地に新校舎が完成し移転。

## 通学区域
所管する名古屋市教育委員会は、2018年（平成30年）9月1日現在、中村区のうち、大秋町・亀島一丁目・亀島二丁目・寿町・大門町・中島町・賑町・則武一丁目・則武本通1丁目・則武本通2丁目・羽衣町・日吉町・本陣通2丁目・松原町の全域および井深町・佐古前町・十王町・竹橋町・千原町・椿町・鳥居通2丁目・則武二丁目・則武本通3丁目・本陣通3丁目・本陣通4丁目・本陣通5丁目の各一部を通学区域として指定している。

## 進学先中学校
- 名古屋市立笈瀬中学校[3] - ほのか小学校と学区が全く同じため、進学しても顔ぶれが変わらない。小学校4〜6年生は「小中連携イベントデー」と称して、毎年秋に笈瀬中学校に訪問し、笈瀬中生と交流を行っている[4]。またその際、小学校6年生は、笈瀬中学校の食堂をはじめとした各施設を訪れ、使い方を学ぶ。

## 著名な出身者
- 饗庭孝男
  - 文芸評論家・青山学院大学名誉教授
- 平岩道夫
  - 文化人・青少年ペンフレンドクラブ初代会長
  - 則武小学校、東海中学校・高等学校、明治大学文学部出身
- 中村浩一
  - 実業家・芸能プロモーター・パーソナリティー・名古屋アイドルグループ「dela」事務所社長
  - 本陣小学校出身